# 1 000 kilomètres du Nürburgring 1986
Navigation
Édition précédente Édition suivante
Les 1 000 kilomètres du Nürburgring 1986 (officiellement appelé le  ADAC Kouros 1000 km-Rennen ), disputées le 24 août 1986 sur le Nürburgring, ont été la trente-et-unième édition de cette épreuve et la septième manche du Championnat du monde des voitures de sport 1986.

## La course

### Classement de la course
Voici le classement officiel au terme de la course,,,.
- Les premiers de chaque catégorie du championnat du monde sont signalés par un fond jaune.
- Pour la colonne Pneus, il faut passer le curseur au-dessus du modèle pour connaître le manufacturier de pneumatiques.
- Les voitures ne réussissant pas à parcourir 75% de la distance du gagnant sont non classées (NC).

| Pos  | Classe | no  | Écurie                                        | Pilotes                                               | Châssis                             | Pneus | Tours | Temps                                  |
| Pos  | Classe | no  | Écurie                                        | Pilotes                                               | Moteur                              | Pneus | Tours | Temps                                  |
| ---- | ------ | --- | --------------------------------------------- | ----------------------------------------------------- | ----------------------------------- | ----- | ----- | -------------------------------------- |
| 1    | C1     | 61  | Kouros Racing Team                            | Henri Pescarolo Mike Thackwell                        | Sauber C8                           | G     | 121   | 3 h 42 min 30 s 020                    |
| 1    | C1     | 61  | Kouros Racing Team                            | Henri Pescarolo Mike Thackwell                        | Mercedes-Benz M117 5.0 L V8 Turbo   | G     | 121   | 3 h 42 min 30 s 020                    |
| 2    | C1     | 14  | Liqui Moly                                    | Klaus Niedzwiedz Mauro Baldi                          | Porsche 956GTi                      | G     | 119   | + 2 tours                              |
| 2    | C1     | 14  | Liqui Moly                                    | Klaus Niedzwiedz Mauro Baldi                          | Porsche Type-935 2.8 L Flat-6 Turbo | G     | 119   | + 2 tours                              |
| 3    | C1     | 33  | Danone Porsche España John Fitzpatrick Racing | Emilio de Villota Fermín Vélez                        | Porsche 956B                        | G     | 119   | + 2 tours                              |
| 3    | C1     | 33  | Danone Porsche España John Fitzpatrick Racing | Emilio de Villota Fermín Vélez                        | Porsche Type-935 2.6 L Flat-6 Turbo | G     | 119   | + 2 tours                              |
| 4    | C1     | 9   | Obermaier Racing                              | Jürgen Lässig Fulvio Ballabio (en) Harald Grohs       | Porsche 956                         | G     | 115   | + 6 tours                              |
| 4    | C1     | 9   | Obermaier Racing                              | Jürgen Lässig Fulvio Ballabio (en) Harald Grohs       | Porsche Type-935 2.6 L Flat-6 Turbo | G     | 115   | + 6 tours                              |
| 5    | C2     | 79  | Ecurie Ecosse                                 | Ray Mallock Marc Duez                                 | Ecosse C286                         | A     | 115   | + 6 tours                              |
| 5    | C2     | 79  | Ecurie Ecosse                                 | Ray Mallock Marc Duez                                 | Rover V64V 3.0L V6 Atmo             | A     | 115   | + 6 tours                              |
| 6    | C2     | 74  | Gebhardt Motorsport                           | Walter Lechner Ernst Franzmaier                       | Gebhardt JC853                      | A     | 112   | + 9 tours                              |
| 6    | C2     | 74  | Gebhardt Motorsport                           | Walter Lechner Ernst Franzmaier                       | Ford Cosworth DFL 3.3L V8 Atmo      | A     | 112   | + 9 tours                              |
| 7    | C2     | 70  | Spice Engineering                             | Gordon Spice Ray Bellm                                | Spice SE86C                         | A     | 110   | + 11 tours                             |
| 7    | C2     | 70  | Spice Engineering                             | Gordon Spice Ray Bellm                                | Ford Cosworth DFL 3.3L V8 Atmo      | A     | 110   | + 11 tours                             |
| 8    | C2     | 75  | ADA Engineering                               | Evan Clements (de) Ian Harrower                       | Gebhardt JC843                      | A     | 107   | + 14 tours                             |
| 8    | C2     | 75  | ADA Engineering                               | Evan Clements (de) Ian Harrower                       | Ford Cosworth DFL 3.3L V8 Atmo      | A     | 107   | + 14 tours                             |
| 9    | C2     | 90  | Jens Winther Denmark                          | Jens Winther Angelo Pallavicini (de)                  | URD C83                             | A     | 107   | + 14 tours                             |
| 9    | C2     | 90  | Jens Winther Denmark                          | Jens Winther Angelo Pallavicini (de)                  | BMW M88 3.5L I6 Atmo                | A     | 107   | + 14 tours                             |
| 10   | C1     | 66  | Cosmic Racing                                 | Costas Los Volker Weidler                             | March 84G                           | A     | 106   | + 15 tours                             |
| 10   | C1     | 66  | Cosmic Racing                                 | Costas Los Volker Weidler                             | Porsche Type-935 2.6 L Flat-6 Turbo | A     | 106   | + 15 tours                             |
| 11   | C1     | 20  | Tiga Team                                     | Tim Lee-Davey Lee Crang                               | Tiga GC86                           | D     | 105   | + 16 tours                             |
| 11   | C1     | 20  | Tiga Team                                     | Tim Lee-Davey Lee Crang                               | Ford Cosworth DFL 3.3L V8 Atmo      | D     | 105   | + 16 tours                             |
| 12   | C2     | 95  | Roland Bassaler (de)                          | Dominique Lacaud Roland Bassaler (de)                 | Sauber SHS C6                       | A     | 101   | + 20 tours                             |
| 12   | C2     | 95  | Roland Bassaler (de)                          | Dominique Lacaud Roland Bassaler (de)                 | BMW M88 3.5L I6 Atmo                | A     | 101   | + 20 tours                             |
| 13   | C2     | 99  | Roy Baker Promotions                          | Duncan Bain Thorkild Thyrring                         | Tiga GC286                          | A     | 99    | + 22 tours                             |
| 13   | C2     | 99  | Roy Baker Promotions                          | Duncan Bain Thorkild Thyrring                         | Ford Cosworth BDT 1.7 L I4 Turbo    | A     | 99    | + 22 tours                             |
| 14   | C2     | 92  | Automobiles Louis Descartes                   | Louis Descartes Jacques Heuclin Hubert Striebig       | ALD 02                              | A     | 98    | + 23 tours                             |
| 14   | C2     | 92  | Automobiles Louis Descartes                   | Louis Descartes Jacques Heuclin Hubert Striebig       | BMW M88 3.5L I6 Atmo                | A     | 98    | + 23 tours                             |
| Abd. | C1     | 53  | Silk Cut Jaguar                               | Jan Lammers Derek Warwick Gianfranco Brancatelli      | Jaguar XJR-6                        | D     | 92    | Tuyau d'huile                          |
| Abd. | C1     | 53  | Silk Cut Jaguar                               | Jan Lammers Derek Warwick Gianfranco Brancatelli      | Jaguar 6.5L V12 Atmo                | D     | 92    | Tuyau d'huile                          |
| Abd. | B      | 151 | MK-Motorsport (en)                            | Helmut Gall Harald Becker (de) Michael Krankenberg    | BMW M1                              | D     | 68    | Accident                               |
| Abd. | B      | 151 | MK-Motorsport (en)                            | Helmut Gall Harald Becker (de) Michael Krankenberg    | BMW M88 3.5L I6 Atmo                | D     | 68    | Accident                               |
| Abd. | C2     | 72  | John Bartlett Racing                          | David Mercer Kenneth Leim                             | Bardon DB1                          | A     | 60    | Transmission                           |
| Abd. | C2     | 72  | John Bartlett Racing                          | David Mercer Kenneth Leim                             | Ford Cosworth DFL 3.3L V8 Atmo      | A     | 60    | Transmission                           |
| Abd. | C2     | 105 | Kelmar Racing                                 | Pasquale Barberio Maurizio Gellini                    | Tiga GC85                           | A     | 59    | Problèmes électriques                  |
| Abd. | C2     | 105 | Kelmar Racing                                 | Pasquale Barberio Maurizio Gellini                    | Ford Cosworth DFL 3.3L V8 Atmo      | A     | 59    | Problèmes électriques                  |
| Abd. | C1     | 1   | Rothmans Porsche                              | Hans-Joachim Stuck Derek Bell                         | Porsche 962C                        | D     | 22    | Collision avec Jochen Mass             |
| Abd. | C1     | 1   | Rothmans Porsche                              | Hans-Joachim Stuck Derek Bell                         | Porsche Type-935 3.0 L Flat-6 Turbo | D     | 22    | Collision avec Jochen Mass             |
| Abd. | C1     | 7   | Joest Racing                                  | "John Winter" Kris Nissen Piercarlo Ghinzani          | Porsche 956B                        | G     | 22    | Retrait dû aux conditions              |
| Abd. | C1     | 7   | Joest Racing                                  | "John Winter" Kris Nissen Piercarlo Ghinzani          | Porsche Type-935 2.8 L Flat-6 Turbo | G     | 22    | Retrait dû aux conditions              |
| Abd. | C1     | 17  | Brun Motorsport                               | Thierry Boutsen Walter Brun                           | Porsche 962C                        | M     | 22    | Retrait dû aux conditions              |
| Abd. | C1     | 17  | Brun Motorsport                               | Thierry Boutsen Walter Brun                           | Porsche Type-935 2.8 L Flat-6 Turbo | M     | 22    | Retrait dû aux conditions              |
| Abd. | C1     | 2   | Rothmans Porsche                              | Jochen Mass Bob Wollek                                | Porsche 962C                        | D     | 21    | Collision avec Hans-Joachim Stuck      |
| Abd. | C1     | 2   | Rothmans Porsche                              | Jochen Mass Bob Wollek                                | Porsche Type-935 3.0 L Flat-6 Turbo | D     | 21    | Collision avec Hans-Joachim Stuck      |
| Abd. | C1     | 10  | Porsche Kremer Racing                         | Alessandro Nannini James Weaver                       | Porsche 962C                        | Y     | 21    | Retrait dû aux conditions              |
| Abd. | C1     | 10  | Porsche Kremer Racing                         | Alessandro Nannini James Weaver                       | Porsche Type-935 2.8 L Flat-6 Turbo | Y     | 21    | Retrait dû aux conditions              |
| Abd. | C1     | 18  | Brun Motorsport                               | Oscar Larrauri Jesús Pareja                           | Porsche 962C                        | M     | 21    | Retrait dû aux conditions              |
| Abd. | C1     | 18  | Brun Motorsport                               | Oscar Larrauri Jesús Pareja                           | Porsche Type-935 2.8 L Flat-6 Turbo | M     | 21    | Retrait dû aux conditions              |
| Abd. | C1     | 19  | Brun Motorsport                               | Stanley Dickens Frank Jelinski                        | Porsche 956                         | M     | 21    | Retrait dû aux conditions              |
| Abd. | C1     | 19  | Brun Motorsport                               | Stanley Dickens Frank Jelinski                        | Porsche Type-935 2.8 L Flat-6 Turbo | M     | 21    | Retrait dû aux conditions              |
| Abd. | C2     | 89  | Martin Schanche Racing                        | Martin Schanche Torgye Kleppe « Pierre Chauvet » (de) | Argo JM19                           | G     | 19    | Collision avec David Andrews           |
| Abd. | C2     | 89  | Martin Schanche Racing                        | Martin Schanche Torgye Kleppe « Pierre Chauvet » (de) | Zakspeed 1.9 L I4 Turbo             | G     | 19    | Collision avec David Andrews           |
| Abd. | C2     | 98  | Roy Baker Promotions                          | Max Cohen-Olivar David Andrews                        | Tiga GC286                          | A     | 16    | Collision avec « Pierre Chauvet » (de) |
| Abd. | C2     | 98  | Roy Baker Promotions                          | Max Cohen-Olivar David Andrews                        | Ford Cosworth BDT 1.7 L I4 Turbo    | A     | 16    | Collision avec « Pierre Chauvet » (de) |
| Abd. | GTP    | 21  | Richard Cleare Racing (pl)                    | Richard Cleare (pl) David Leslie                      | March 85G                           | G     | 11    | Accident                               |
| Abd. | GTP    | 21  | Richard Cleare Racing (pl)                    | Richard Cleare (pl) David Leslie                      | Porsche Type-962 3.2 L Flat-6 Turbo | G     | 11    | Accident                               |
| Abd. | C2     | 104 | Jean-Claude Ferrarin (de)                     | Jean-Claude Ferrarin (de) Philippe Mazué              | Isolia 001                          | A     | 9     | Accident                               |
| Abd. | C2     | 104 | Jean-Claude Ferrarin (de)                     | Jean-Claude Ferrarin (de) Philippe Mazué              | Ford Cosworth DFV 3.0L V8 Atmo      | A     | 9     | Accident                               |
| Abd. | C1     | 51  | Silk Cut Jaguar                               | Jean-Louis Schlesser Eddie Cheever Hans Heyer         | Jaguar XJR-6                        | D     | 6     | Arbre de transmission                  |
| Abd. | C1     | 51  | Silk Cut Jaguar                               | Jean-Louis Schlesser Eddie Cheever Hans Heyer         | Jaguar 6.5L V12 Atmo                | D     | 6     | Arbre de transmission                  |
| Abd. | C1     | 63  | Ernst Schuster                                | Ernst Schuster Rudi Seher Siegfried Brunn             | Porsche 936C                        | D     | 4     | Accident                               |
| Abd. | C1     | 63  | Ernst Schuster                                | Ernst Schuster Rudi Seher Siegfried Brunn             | Porsche Type-962 2.8 L Flat-6 Turbo | D     | 4     | Accident                               |
| Np.  | C1     | 52  | Silk Cut Jaguar                               | Jan Lammers Derek Warwick                             | Jaguar XJR-6                        | D     | -     | Accident durant les essais             |
| Np.  | C1     | 52  | Silk Cut Jaguar                               | Jan Lammers Derek Warwick                             | Jaguar 6.5L V12 Atmo                | D     | -     | Accident durant les essais             |
| Np.  | GTP    | 174 | Erwin Derichs                                 | Martin Wegenstetter Kurt Hild                         | Derichs TCS                         | ?     | -     | Retrait                                |
| Np.  | GTP    | 174 | Erwin Derichs                                 | Martin Wegenstetter Kurt Hild                         | Ford Cosworth DFV 3.0L V8 Atmo      | ?     | -     | Retrait                                |

## Pole position et record du tour
- Pole position :  Thierry Boutsen (#17 Brun Motorsport) en 1 min 27 s 270
- Meilleur tour en course :  Klaus Niedzwiedz (#14 Liqui Moly) en 1 min 34 s 820

## À noter
- Longueur du circuit : 4,542 km
- Distance parcourue par les vainqueurs : 598,582 km